# Rhaphotittha
Rhaphotittha is een geslacht van rechtvleugeligen uit de familie veldsprinkhanen (Acrididae). De wetenschappelijke naam van dit geslacht is voor het eerst geldig gepubliceerd in 1896 door Karsch.

## Soorten
Het geslacht Rhaphotittha omvat de volgende soorten:
- Rhaphotittha crassicornis Uvarov, 1929
- Rhaphotittha curvicerca Uvarov, 1953
- Rhaphotittha flavipennis Sjöstedt, 1929
- Rhaphotittha leai Uvarov, 1941
- Rhaphotittha levis Karsch, 1896
- Rhaphotittha palpalis Uvarov, 1929
- Rhaphotittha platypternoides Karny, 1910
- Rhaphotittha rhodesiana Uvarov, 1953
- Rhaphotittha subtilis Karsch, 1896
- Rhaphotittha vitripennis Miller, 1932